# 下知町
下知町（しもぢちょう）は、高知県土佐郡にあった町。現在の高知市中心部の東半、とさでん交通後免線・知寄町停留場の周辺にあたる。本項では町制前の名称である下知村（しもぢむら）についても述べる。

## 地理
- 河川：国分川、鏡川、久万川、江ノ口川

## 歴史
- 1889年（明治22年）4月1日 - 町村制の施行により、近世以来の下知村が単独で自治体を形成。
- 1916年（大正5年）4月1日 - 下知村が町制施行して下知町となる。
- 1926年（大正15年）1月25日 - 高知市に編入。同日下知町廃止。

## 交通

### 鉄道路線
- 土佐電気鉄道（現・とさでん交通）
  - 後免線
    - 下知停留場（現・宝永町停留場） - 新地通停留場（現・知寄町二丁目停留場） - 葛島橋西詰停留場（現・知寄町三丁目停留場）

現在は旧村域に知寄町一丁目停留場・知寄町停留場が所在するが、当時は未開業。

## 現在の町名
二葉町、宝永町、中宝永町、南宝永町、若松町、稲荷町、青柳町、知寄町一 - 三丁目、日の出町、東雲町、小倉町、丸池町、弥生町、海老ノ丸、南久保、北久保、南御座、北御座、南川添、北川添、南金田、北金田、札場、高埇、杉井流